# Wiesław Dymny
Wiesław Dymny (ur. 25 lutego 1936 w Połoneczce, zm. 12 lutego 1978 w Krakowie) – polski plastyk, aktor, scenarzysta filmowy, poeta, prozaik i satyryk, współtwórca Piwnicy pod Baranami.

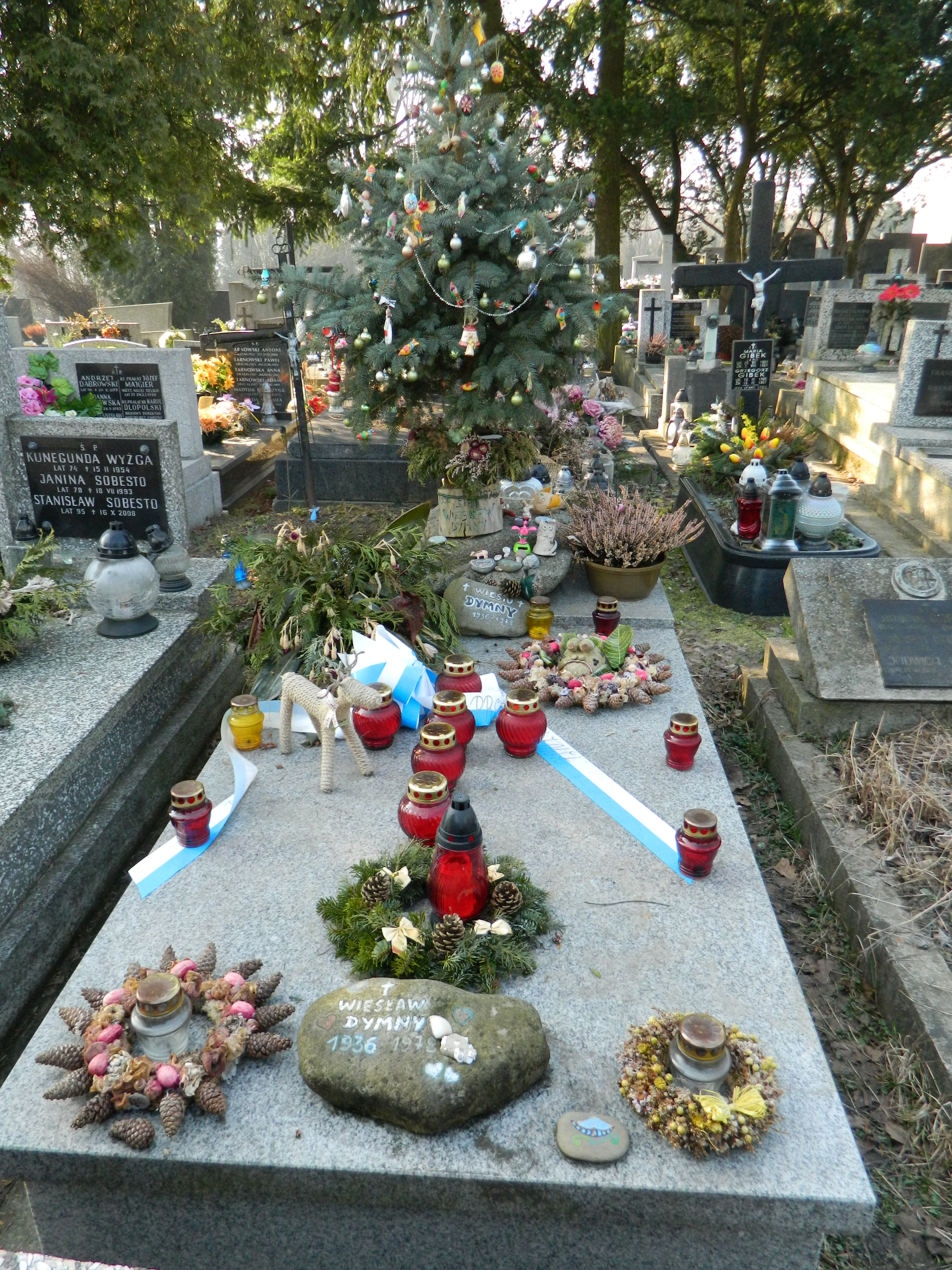
Grób Wiesława Dymnego na Cmentarzu Salwatorskim w Krakowie (sektor SC10, rząd 8, numer grobu - 44)

## Życiorys
Wiesław Dymny urodził się we wsi Połoneczka koło Nowogródka (obecnie na Białorusi). W 1953 ukończył III Liceum Ogólnokształcące im. Stefana Żeromskiego w Bielsku-Białej, uczęszczał do tej samej klasy, co Wincenty Faber. Studiował malarstwo na krakowskiej Akademii Sztuk Pięknych, ale nie ukończył studiów, w październiku 1961 został skreślony z listy studentów.  Otrzymał nagrodę im. Kościelskich za Opowiadania zwykłe (1963), jest autorem około 300 tekstów piosenek.
Był twórcą tekstów i kierownikiem artystycznym krakowskiej grupy big beatowej Szwagry (1964–1969). Pisał teksty przede wszystkim dla Piwnicy pod Baranami, ale także dla STSu, Teatru 38 i własnego kabaretu „Remiza”.

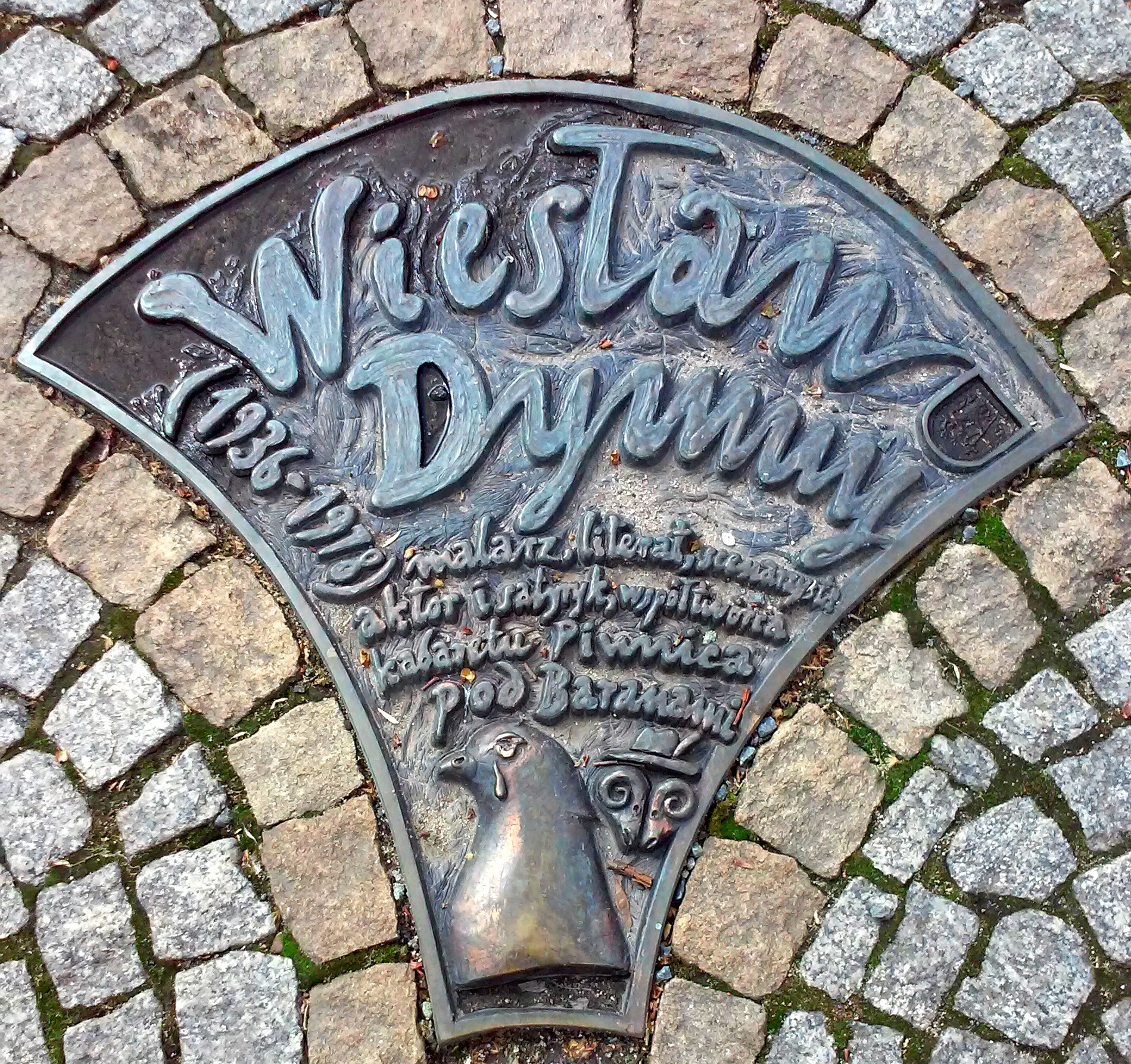
Tablica pamiątkowa Wiesława Dymnego w Alei Gwiazd Satyrykonu, Legnica

Wraz z Henrykiem Klubą napisał scenariusze do filmów Chudy i inni, Słońce wschodzi raz na dzień oraz Pięć i pół bladego Józka.
Inspirował się Biblią (napisał np. własną wersję „Pieśni nad Pieśniami”) oraz światem prowincji, zwłaszcza wschodniej.

### Życie prywatne
W latach 50. poznał Barbarę Nawratowicz, w której z wzajemnością się zakochał i przez kolejne lata pozostawał w związku. Nawratowicz określiła po latach tę relację jako „burzliwą, gwałtowną i nieco toksyczną”: „Wiesio w stanie alkoholowego napadu zazdrości uderzył mnie w krtań ciężką popielniczką”. Z kolei Kazimierz Kutz wspominał, że była to relacja pełna przywiązania i zazdrości. Nawratowicz założyła wraz z Dymnym kabaret „Remiza” w Klubie „Pod Jaszczurami”.
Pierwszą żoną artysty była Teresa Hrynkiewicz.
Na planie filmu Pięć i pół bladego Józka poznał swoją późniejszą drugą żonę, Annę Dziadyk. Wzięli ślub w 1971 roku.
Zmarł na zawał serca, został pochowany na cmentarzu Salwatorskim w Krakowie.

## Twórczość

### Proza
- Słońce wschodzi raz na dzień i inne utwory – wybór i opracowanie Zbigniew Bela (Wydawnictwo Literackie, 1981)
- Opowiadania zwykłe (Warszawskie Wydawnictwo Literackie, Muza S.A., Warszawa, 1997)
- Droga na Dziki Zachód (Warszawskie Wydawnictwo Literackie, Muza S.A., Warszawa, 1998)

### Teksty piosenek
- Niebieska patelnia
- Konie Apokalipsy
- Czarne anioły z muzyką Zygmunta Koniecznego w wykonaniu Ewy Demarczyk (nagroda na I Krajowym Festiwalu Piosenki w Opolu)
- 1994: Grzegorz Turnau: Turnau w Trójce – tekst utworu „Pejzaż horyzontalny”
- 1998: Big Cyc: Wszyscy święci
- 1999: Grzegorz Turnau: Ultima – teksty utworów „O mój aniele”, „Póki czas” i „Leniwa głowa”

## Spuścizna i upamiętnienie
Pod koniec 1977 część jego notatek pochłonął pożar domu. Nad pozostałymi zbiorami objęła opiekę Anna Dymna. Z jej inicjatywy w 20. rocznicę śmierci Wiesława Dymnego zespół Big Cyc nagrał do jego tekstów płytę Wszyscy święci. Kilka piosenek z jego tekstami Janusz Grzywacz zamieścił na płycie Młynek Kawowy.
W 2018 nakładem Wydawnictwa Znak ukazała się biografia Wiesława Dymnego pt. Dymny. Życie z diabłami i aniołami autorstwa Moniki Wąs.
W 2022 w Jaworzu powstał posąg siedzącego na ławce Wiesława Dymnego.